# Покровський гірничо-збагачувальний комбінат
Покровський гірничо-збагачувальний комбінат (Покровський ГЗК) — відкрите акціонерне товариство, один з найбільших у світі продуцентів марганцевого концентрату і аґломерату. Розробляє відкритим способом західну частину Нікопольського марганцевого родовища пл. бл. 230 км².
У складі ГЗК працює 8/5 кар'єрів (2000/2022) щорічною потужністю розробки 200 млн м³ гірничої маси.
На розкривних роботах працюють 9 роторних комплексів неперервної дії продуктивністю 5-7 тис.м³/рік, 43 крокуючих екскаватора з ковшами ємністю 6-20 м³, 79 екскаватора типа пряма лопата з ковшами ємністю 5-8 м³, 35 електровозо-поїздів, понад 500 автомобілів.
Марганцеві руди збагачують 3 фабрики, у складі ГЗК одна аґломераційна ф-ка. На 2000 р. показники роботи ГЗК: видобуток сирої марганцевої руди — 7,1 млн т/рік (проектна — 9,3), виробництво марганцевого концентрату — 2,28 млн т/рік (проектне — 3,92), виробництво аґломерата — 0,4 млн т/рік (проектне — 0,4).
Виробляє 70 % марганцевої руди в Україні.
Основним видом продукції є марганцевий концентрат різних сортів із вмістом чистого марганцю від 26 % до 43 % (залежно від сорту). Попутні продукти — керамзитова глина і шлами.

## Історія
Початок історії розвитку марганцево-видобувної галузі на території комбінату припадає на 80-ті роки XIX ст., коли на схилах берегів р. Солоної геолог Г. Федосєєв виявив на поверхні ґрунту поклади марганцевої руди. Влітку 1883 експедиція Геологічного комітету, яку очолив гірничий інженер В. О. Домгер, провела повніше їх дослідження. Після додаткових досліджень, проведених геологами О. Міхальським і М. Коцовським, тут була розпочата промислова розробка марганцевих руд. У 1886 засновано перший рудник «Покровські копальні». У перший рік його експлуатації було видобуто 4400 т марганцевої руди.
У період з 1886 по 1908 рр. в балці річки Солоної на схід від Покровських копалень виросли нові рудники. В 1892 — рудник Брянського товариства, а в 1893 — рудник Львова. У квітні 1896 року «Покровські копальні» орендувало акціонерне товариство «Нікополь-Маріупольське гірничо-металургійне товариство», засноване американськими та німецькими капіталістами. У 1901 видобуток руди склав 2,1 млн пудів.
У 1934 р. було створено самостійне рудоуправління — рудник ім. Орджонікідзе. У цьому ж році затверджений генеральний план будівництва на руднику нових промислових об'єктів і через рік введені в експлуатацію шахти № 1, 2, 3, 4, збагачувальна фабрика, прокладена залізнична гілка, що з'єднує рудник зі станцією Чортомлик.
До початку Другої світової війни рудник ім. Орджонікідзе видобував 30 % сирої руди всього басейну.
18.07.1941 рудник був захоплений німецькими військами.
Післявоєнне відродження рудника почалося з 04.02.1944, з моменту звільнення території від німецьких військ.
З 21.04.1944 керуючим рудника був призначений Дем'яненко Феодосій Сергійович, який очолював рудник до 13.09.1955. Вже в 1944 були повністю відновлені шахти(№ 3, 5, 6, 16), закінчено спорудження нової шахти, введена в дію збагачувальна фабрика. Протягом року було видобуто понад 60 тис. т руди.
У 1952 р. у Богданівському кар'єрі рудника ім. Орджонікідзе був застосований метод видобутку марганцевої руди відкритим способом. Вже в 1953 відкритим способом було видобуто понад 81 тис. т руди — десята частина загального видобутку марганцевої руди.
У 1954 р. відкритий спосіб видобутку руди був застосований у Шевченківському, а пізніше — в Олександрівському та Північному кар'єрах. За період з 1953 по 1963 рр. частка ведення гірничих робіт відкритим способом зросла до 58 %.
13.09.1955 на посаду керуючого рудником ім. Орджонікідзе був призначений гірничий інженер Григорій Лукич Середа.
У 1964 на базі рудника ім. Орджонікідзе створений трест «Орджонікідзе-Марганець» під керівництвом Героя Соціалістичної Праці Григорія Середи.
01.06.1970 трест «Орджонікідзе-Марганець» перейменовано в «Орджонікідзевський гірничо-збагачувальний комбінат», який Григорій Лукич Середа очолював до 27.12.1985.
На підставі наказу № 12/111-АО регіонального відділення Фонду державного майна України по Дніпропетровській області «Про перетворення державного підприємства Орджонікідзевський гірничо-збагачувальний комбінат» підприємство реорганізовано у Відкрите акціонерне товариство «Орджонікідзевський гірничо-збагачувальний комбінат». Загальними зборами акціонерів, що відбулися 24.01.1997, Головою правління був обраний Постоловський Володимир Володимирович, який і очолював ВАТ «ОГЗК» до травня 2006.
З 2006 Головою правління комбінату є Сергій Павлович Шуваєв.
У листопаді 2016 р. Покровський ГЗК продовжив спеціальні права надрокористування до серпня 2036.
З 01.07.2017 підприємство офіційно перейменоване в ПУБЛІЧНЕ АКЦІОНЕРНЕ ТОВАРИСТВО «ПОКРОВСЬКИЙ ГІРНИЧО-ЗБАГАЧУВАЛЬНИЙ КОМБІНАТ».
У грудні 2017 введено в експлуатацію нитку дозбагачення, що дає змогу отримувати марганцевий концентрат зі шлаків.
Станом на 2018 р. сировинна база АТ «ПОКРОВСЬКИЙ ГЗК» представлена 5-ма діючими кар'єрами: Чкаловським № 2, Північним, Шевченківським, Покровським та Олександрівським. Промислові запаси в технічних межах діючих кар'єрів, станом на 01.01.1998, складали 259,2 млн т, з них 157 млн т, або 60 % — карбонатні руди.
Сумарна проектна потужність кар'єрів становить 9300 млн т на рік. У межах комбінату діють 3 фабрики: Чкаловська та Олександрівська збагачувальні фабрики, а також Богданівська аглофабрика; 2 транспортних цехи — автотранспортний і залізничний, а також допоміжні підрозділи.
До соціальної сфери комбінату входять: санаторій-профілакторій, басейн, дитячий оздоровчий табір, Культурно-розважальний центр, стадіон, Зона відпочинку. На комбінаті працює більше 4500 працівників.

## Об'єми виробництва
Марганцевий концентрат:
- 2012—343 тис. т
- 2013—542 тис. т
- 2014—594 тис. т
- 2015—620 тис. т
- 2016—738 тис. т
- 2017—879 тис. т
- 2018—939 тис. т

Марганцевий агломерат:
- 2012—151 тис. т
- 2013—300 тис. т
- 2014—287 тис. т
- 2015—274 тис. т
- 2016 — 51 тис. т
- 2017—162 тис. т
- 2018—197 тис. т